# Raymond Collishaw
Raymond Collishaw (Nanaimo, Canadá, 22 de noviembre de 1893 – West Vancouver, ídem, 28 de septiembre de 1976) fue un piloto aviador de la Primera Guerra Mundial. Tiene acreditadas 60 victorias en ese conflicto, el segundo mayor número para un militar de su nacionalidad.

## Carrera militar
Collishaw tuvo experiencia en la marina de muy joven. Participó en la búsqueda del barco Karluk del explorador Vilhjalmur Stefansson, y a los 22 años fue nombrado primer oficial de la nave Fispa. Al inicio de la guerra ingresó en la Royal Naval Air Service, donde inclusive tuvo que costearse sus estudios. Una vez nombrado como piloto en enero de 1916, realizó labores de patrullaje en las cercanías del Canal de la Mancha, y, hacia el mes de agosto, tuvo a su cargo una nave Sopwith 1½ Strutter. Durante una misión que tomó parte en Oberndorf, en octubre, obtuvo su primera victoria al abatir el avión de Ludwig Hanstein. En cierta ocasión fue derribado y lesionado al ser abatido en medio de un embate de Albatros D.II. En la refriega su tablero de mando fue destruido y también sus gafas, dejándolo casi ciego. Logró aterrizar, pero lo hizo en campo enemigo, y se marchó inmediatamente rumbo a Verdun con aeroplanos Fokkers detrás y bajo metralla. Por esta hazaña se hizo acreedor a la Croix de guerre el 21 de abril de 1917. 
Ese año fue nombrado como comandante del escuadrón naval no. 10 en Dunkerque, realizando labores de reconocimiento de botes enemigos y demás armamento para la Marina Real Británica. Asimismo, a su grupo le fueron otorgados Sopwith Triplanes, naves que no eran rápidas pero sí ágiles. Ese tiempo era una etapa dura de la guerra y enfrentarían a lo más selecto de las unidades alemanas. Para elevar su ánimo, la cuadrilla decidió pintar sus cubiertas del motor de negro y cada uno con un nombre distintivo. Collishaw bautizó al suyo Black Maria. El escuadrón (conocido como Black Flight) llegó a enfrentar al denominado «Circo de Von Richthofen». Por sus hazañas del mes de junio fue condecorado con la Cruz de Servicios Distinguidos. El día 6 de julio el canadiense abatió a 6 Albatros D.V, primera vez que ese número de victorias era realizado. En total, al mando del Black Flight, obtuvo 27 victorias sobre naves alemanas. Ulteriormente le fue dado un descanso por tres meses y su escuadrón desmantelado. También obtuvo la Orden del Servicio Distinguido en agosto. 
Al ser formada la Royal Air Force en abril de 1918, tuvo a su cargo el escuadrón 203 y fue ascendido a Mayor. Durante los cuatro meses siguientes abatió 20 naves enemigas. En el mes de octubre fue mandado a Inglaterra junto a pilotos como Billy Bishop, para ayudar a crear la Royal Canadian Air Force. Terminó el conflicto con 60 victorias acreditadas. Aunque él mismo se otorgaba 81. Por otro lado, a pesar de sus hazañas, nunca fue condecorado con la Cruz Victoria como sí lo habían sido otros pilotos del Cuerpo Aéreo Real. Ese mismo año fue condecorado con la Cruz de vuelo distinguido
Collishaw continuó prestando sus servicios para la Royal Air Force. En Rusia estuvo bajo el mando de Antón Denikin durante el desarrollo del Movimiento Blanco. Por su servicio fue condecorado, por el régimen zarista, con la Orden de Santa Ana de cuarta clase, y fue incorporado como oficial de la Orden del Imperio Británico. De acuerdo a sus palabras este conflicto fue aún más aterrador que estar en el Frente Oeste durante la Primera Guerra Mundial. Después de un descanso fue enviado a la zona de Mesopotamia (Irak) al mando de unidades DH9a para sofocar la rebelión contra el Rey Faysal ibn Husayn y los intereses británicos. Asimismo, fue enviado a Kurdistán en 1923 para enfrentar a los alzados bajo el mando del Sheik Mamoud.
Al inicio de la Segunda Guerra Mundial fue el encargado de las unidades de la Royal Air Force en Egipto. A pesar de que su fuerza estaba disminuida en armamento y efectivos, supo realizar algunas tácticas para engañar al enemigo para hacerle creer lo contrario. Hacia 1942 fue mandado a Escocia, retirándose justo un año después con el rango de Vice–Mariscal.